# Jindrich Rohan
Jindrich Rohan   (Brno, 14 de maig de 1919 - Praga, 14 de febrer de 1978) va ser un director d'orquestra txec.

## Vida i activitat
Després de graduar-se de secundària, va començar a fer estudis al Conservatori de Brno i al Conservatori de Praga amb el professor Method Doležil. Més tard va estudiar a l'AMU de Praga amb Robert Barock, Alois Klíma, Karel Ančerl i en privat amb Václav Talich. Durant els seus estudis, també va treballar com a acompanyant a l'Òpera del Teatre Nacional. Es va graduar l'any 1950.
Des de 1954, Jindřich Rohan fou el segon director de l'Orquestra Simfònica de Praga. m Praga FOK i els anys 1976-1977 el seu director en cap.
L'orquestra FOK sota la direcció de Rohan va realitzatr una sèrie d'enregistraments, els més importants dels quals són els concerts de violí de Felix Mendelssohn-Bartholdy (1966, solo d'Isaac Stern), Ernst Bloch, Arnold Schönberg i Ígor Stravinski (1968, solo de Hyman Bress), Passió segons sant Joan de Johann Sebastian Bach i d'altres.
A més, Rohan va gravar el primer Concert per a piano de Franz Liszt (solo d'Arturo Benedetti Michelangeli) amb l'Orquestra Simfònica de Jomiuri.
Rohan, restava casat amb l'actriu i activista política del Partit Comunista txec, Jiřina Švorcová (1928-2011).